# Самбучи
Самбучи (итал. Sambuci) — коммуна в Италии, располагается в регионе Лацио, в провинции Рим.
Население составляет 962 человека (2008 г.), плотность населения составляет 117 чел./км². Занимает площадь 8 км². Почтовый индекс — 20. Телефонный код — 0774.
Покровителем коммуны почитается святой Цельс, празднование 30 октября.

## Демография
Динамика населения:

## Администрация коммуны
- Официальный сайт: